# Franz Pfemfert

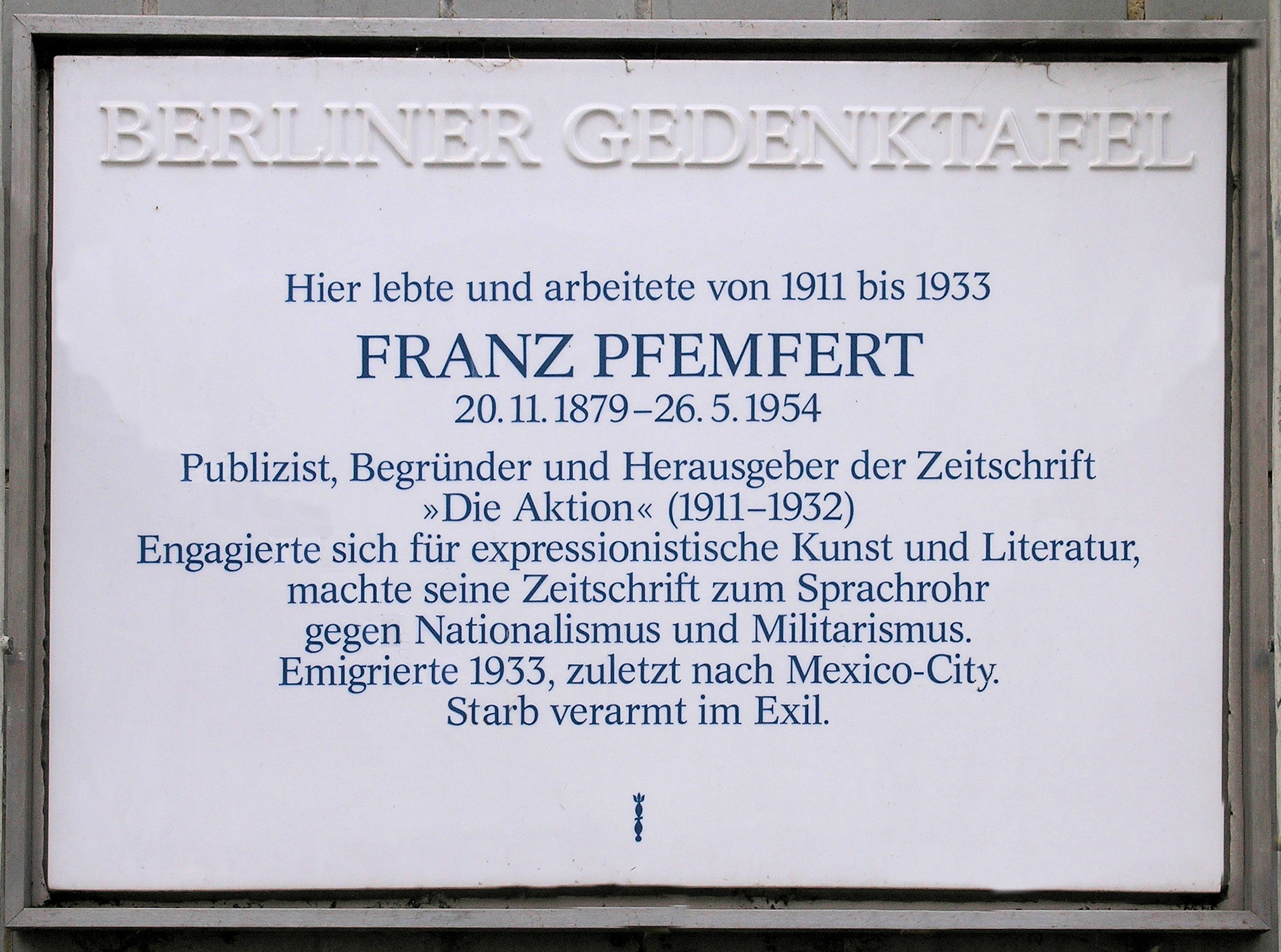
Pfemfertova pamětní deska, Nassauische Straße 17, Berlin-Wilmersdorf

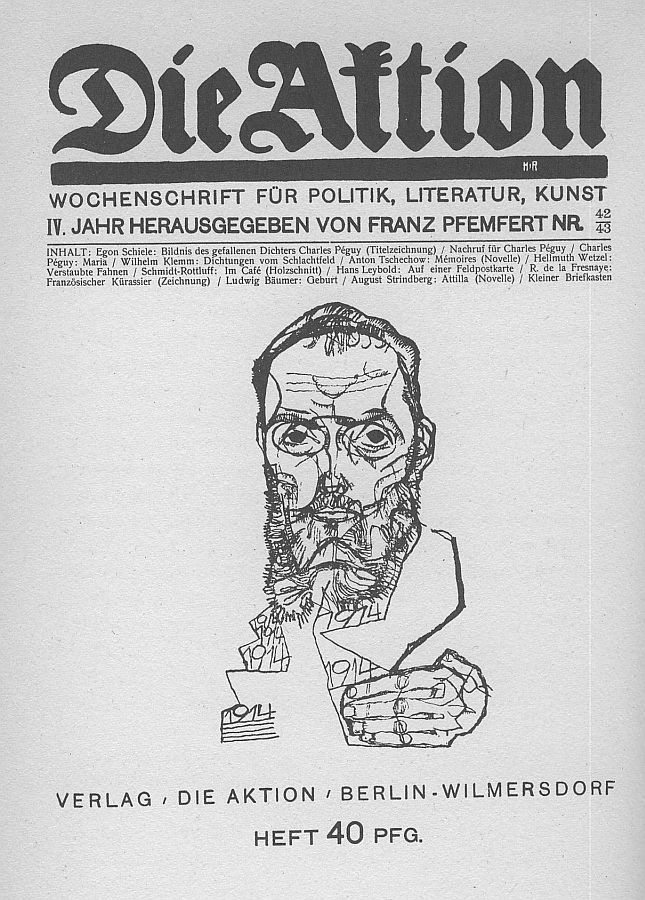
Přední strana Die Aktion z října 1914 s portrétem Charlese Péguye od Egona Schieleho

Franz Pfemfert (20. listopadu 1879, Lötzen – 26. května 1954, Ciudad de México) byl německý novinář, editor časopisu Die Aktion, literární kritik, politik a portrétní fotograf. Pfemfert příležitostně psal pod pseudonymem U. Gaday (odvozeno z ruského „ugadaj“, dt: „hádejte“).
V roce 1911 se oženil s Alexandrou Rammovou, která se do Berlína přestěhovala z Ruska a která se zabývala ruskými překlady.
Pfemfert se v roce 1915 podílel na založení tajné organizace Antinationalen Sozialisten-Partei (česky: Protinárodní socialistická strana). Die Aktion se po listopadové revoluci v listopadu 1918 stal jeho oficiálním orgánem.
Setkal se a následně se spřátelil se Lvem Trockim, i když měl zcela odlišné politické názory.
Poté, co nacisté převzali moc, uprchl Pfemfert do Karlových Varů v Československu. Zde čeští stalinisté vyzvali k jeho deportaci.

## Publikování
Vedle vydávání Die Aktion publikoval Pfemfert řadu autorů:
- Hedwig Dohmová
- Victor Hugo
- Franz Jung
- Karl Otten
- Lev Tolstoj